# Yilmaz Karahasan
Yilmaz Karahasan (türkisch Yılmaz Karahasan; * 23. März 1938 in Kilimli; † 30. September 2023 in Frankfurt am Main) war ein türkischer Elektrotechniker, Gewerkschafter und von 1992 bis 1995 Mitglied des Vorstand der Gewerkschaft IG Metall.

## Werdegang
Karahasan wuchs in der nordwesttürkischen Bergarbeiterprovinz Zonguldak in einer Arbeiterfamilie auf. Sein Vater gehörte zu den Mitgründern und langjährigen Vorsitzenden der türkischen Bergarbeitergewerkschaft. Nach dem Besuch von Volks- und Mittelschule lernte er von 1954 bis 1957 Elektrotechnik am Knabeninstitut für Handwerk und Gewerbe in Istanbul und arbeitete anschließend als Elektrotechniker im Bergbau der Schwarzmeerstadt Zonguldak. 1958 kam er auf Einladung der Firma Siemens nach Deutschland und war bis 1960 als Elektromonteur bei deren Werk in Amberg/Oberpfalz beschäftigt und kehrte nach zweijährigem Militärdienst in der Türkei 1962 nach Deutschland zurück. In den Kölner Ford-Werken arbeitete er von 1963 bis 1964 als Betriebselektriker, Dolmetscher und war Vertrauensmann der IG Metall, von 1964 bis 1968 als Sozialberater der Arbeiterwohlfahrt (AWO) Mittelrhein. Nach seinem arbeitsbegleitenden Studium an der Sozialakademie Dortmund wurde er 1968 Gewerkschaftssekretär beim Vorstand der IG Metall in Frankfurt. Er arbeitete dort mit Max Diamant eng zusammen, der beim Vorstand der IG Metall die Abteilung „Ausländische Arbeitnehmer“ gründete. Karahasan war zwischen 1992 und 1995 Geschäftsführendes Vorstandsmitglied. Die Ereignisse um das rassistische Pogrom von Rostock-Lichtenhagen bewogen Karahasan dazu, auf dem Gewerkschaftstag im Oktober 1992 in Hamburg für den Vorstand zu kandidieren. Auf der Kandidatenliste des IG-Metall-Vorstands um Franz Steinkühler aber hatte kein Nichtdeutscher Platz gefunden. Karahasan trat als unabhängiger Bewerber an und gewann. Seine Kandidatur für den IG-Vorstand war damals eine Sensation, da er einer der ersten Migranten war, der sichtbar für den Vorstand der IG Metall kandidierte. Aufgrund der Verkleinerung des Vorstandes war für ihn eine Wiederwahl nicht mehr möglich.

## Kampf für Teilhabe in den Betrieben und in der Gesellschaft
Yilmaz Karahasan war einer der ersten migrantischen Gewerkschafter, die sich in der SPD, in Arbeitervereinen, in der Arbeiterwohlfahrt engagierten. Er trat 1963 der SPD bei und gründete 1969 bundesweit den ersten Arbeitskreis Ausländischer Arbeiter (AAA) in der SPD. Bundesweit war er auch das erste nichtdeutsche Mitglied eines Unterbezirksvorstandes sowie mehrmals ordentlicher Delegierter zu den Bundesparteitagen der SPD in den 1980er Jahren. Karahasan wurde 1976 Mitglied der Arbeiterwohlfahrt (AWO) und blieb diesem Wohlfahrtsverband sein Leben lang treu. Er war bis zuletzt stellvertretender Vorsitzender des Kreisverbandes in Frankfurt am Main. In Köln gründete er 1964 den ersten linken Migrantenverein Kulturclub der Türkischen Jugend und wurde zu dessen Vorsitzenden gewählt. An der Gründung der Europäischen Föderation Türkischer Sozialisten 1967 war er maßgeblich beteiligt und war in den Jahren 1968/69 deren Generalsekretär.
Karahasan war ein Pionier des Kampfes um Anerkennung und Gleichberechtigung der migrantischen Arbeiterinnen und Arbeiter. Er hatte einen großen Anteil daran, dass viele ausländische und vor allem Türkei-stämmige Arbeiter der Gewerkschaft beitraten und sich dort engagierten. Auf dem Gewerkschaftstag der IG Metall 1965 in Bremen hielt er eine kritisch-solidarische Rede, die unter den Delegierten viel Beachtung fand. „Kennt Ihr ein Land, das seine Gäste arbeiten lässt“ – das war die rhetorische Frage, mit der Yilmaz Karahasan die Delegierten des IG Metall-Kongresses 1965 in Bremen beeindruckte. Damit wandte er sich gegen den damals gebräuchlichen, von manchen gut gemeinten, aber im Kern ausgrenzenden Begriff der „Gastarbeiter“. Seine Losung „Wir sind keine Gastarbeiter“ begründete erstmalig den Anspruch der Migrantinnen und Migranten auf Anerkennung und politische Teilhabe. Er forderte seine Gewerkschaft dazu auf, die Arbeitsmigranten als gleichberechtigte Kollegen wahr- und ernst zu nehmen und für gleiche soziale Rechte einzutreten. Ausdrücklich forderte er die Einführung des passiven Wahlrechts für ausländische Arbeiter bei Betriebsratswahlen. Sieben Jahre später wurde das passive Wahlrecht für ausländische Arbeiter im Zuge der Reform des Betriebsverfassungsgesetzes in 1972 eingeführt.

## Moderation von migrantischen Konflikten in der Gewerkschaft
Während seiner hauptamtlichen Tätigkeit hat er unzählige Türkei-stämmige Migranten für die IG Metall gewonnen und zu Funktionären ausgebildet. Zudem hat er mitgeholfen, zahlreiche Konflikte zu schlichten bzw. im Organisationsinteresse der IG Metall zu lösen. Ein prominentes Beispiel dafür ist seine Rolle während der „heißen Phase“ des spontanen Streiks bei Ford in Köln. Durch besonnenes Eingreifen verhinderte er weitere Eskalationen zum Äußersten und sorgte dafür, dass die Bindung der türkischen Arbeiter an die IG Metall gehalten werden konnte. Yilmaz Karahasan hat dazu beigetragen, dass die Türkei-stämmigen Arbeiter als besonders „kampffreudige, kampfbereite und kampffähige“ Gruppe eine herausragende Rolle in der IG Metall spielen und damit zu den Erfolgen der Gewerkschaftsbewegung beitragen.

## Kampf um Demokratie
Der Gewerkschafter Yilmaz Karahasan engagierte sich nicht nur gegen Nationalismus und Rassismus, er schrieb regelmäßig Kolumnen in der türkischsprachigen Metall-Zeitung gegen die Einschränkung von demokratischen und sozialen Rechten, ebenso gegen Diktatur und Militärregime. Kampf für Demokratie und Gewerkschaftsrechte und Kampf gegen Autoritarismus und schleichende Faschisierung – für Yilmaz gehört dieser doppelte Kampf zusammen. Dabei hat Yilmaz Risiken auf sich genommen. Er wurde in der Türkei angeklagt und in Abwesenheit zu fünf Jahren Haft verurteilt, weil er – nach Massenverhaftungen und der Verbrennung von Büchern nach dem Militärputsch am 12. März 1971 – in einer politischen Kolumne der Metallzeitung den Satz von Heinrich Heine zitierte: „Dort wo man Bücher verbrennt, verbrennt man auch am Ende Menschen“. Karahasan wurde 1978 bei seiner Einreise in die Türkei verhaftet. Dank der Unterstützung befreundeter Gewerkschaftsführer und Persönlichkeiten in der Türkei sorgte der damalige sozialdemokratische Ministerpräsident Bülent Ecevit für seine Freilassung.
Er war über 60 Jahre verheiratet, hatte zwei Kinder und wohnte in Frankfurt-Sossenheim. Seine Frau Marianne war langjährige SPD-Abgeordnete im Frankfurter Römer.

## Würdigung
2012 mit dem Bundesverdienstkreuz am Bande